# DFI
DFI(Diamond Flower Inc)는 타이페이시에 본사를 두고 있는 대만의 산업용 컴퓨터 회사이다. 산업용 마더보드, 산업용 PC, 시스템 온 모듈, 산업용 디스플레이 및 ODM/OEM 서비스를 설계, 개발, 제조 및 판매한다.
DFI는 1981년 7월 14일 Y.C 루에 의해 설립되었으며, 초기에는 전자 부품 및 애드온 카드를 개발 및 판매했다. 그러나 DFI는 잠재 시장을 탐색하고 DFI의 강점에 집중하기로 결정한 후 마더보드 생산으로 전환했다. 새롭게 성장하는 마더보드 제품 시장을 목표로 DFI는 1990년 인텔사와 파트너십을 구축하기 위해 인텔사와 특허 라이센스 계약을 발표했으며 1992년부터 마더보드 제품을 개발 및 제조해 왔다. 지속적인 헌신으로 DFI는 아시아 태평양 지역에서 빠르게 명성을 얻었다. 5년 후 DFI는 1997년부터 1999년까지 CRN 매거진에서 상위 10대 마더보드 제조업체로 선정되었다. 1998년부터 DFI는 인텔 440BX 시리즈 마더보드, 810 마더보드 및 810e 마더보드를 전세계 시장에 출시함으로써 Intel의 전략을 따르기 시작했다. 마더보드 제조 분야에서 발전이 계속되면서 DFI는 각각 1998년과 1999년에 인텔 글로벌 데모 보드 제조업체 상을 수상했다.
성장하는 고급 마더보드 시장에 맞춰 DFI는 고급 오버클러킹 마더보드인 랜파티 시리즈를 개발했다. 이 마더보드는 2000년대 최종 사용자의 요구 사항을 충족하는 강력한 소형 컴퓨터의 귀중한 부문임이 입증되었다. DFI는 처음에 p45와 790gx 두 가지 제품으로 주니어 라인업(“JR”)을 선보였으며 이후 엔비디아 및 X58 칩셋으로 확장되었다. LT, DK(Dark) 및 랜파티(Lanparty) UT와 같은 다른 랜파티 시리즈도 있다.
시장에서 사업이 꽃피우면서 DFI는 기업공개를 하고 2000년 1월 15일에 기업공개(IPO)를 시작했다. DFI는 당시 마더보드 제품과 인기 품목인 랜파티로 이미 명성을 얻었다. 그리고 랜파티 소비자 제품 개발 외에도 DFI는 2002년부터 주로 슬롯 머신, POS, 보안 시스템 등의 수직 애플리케이션을 대상으로 하는 ACP(Application Control Platform) 사업을 개발하기 시작했다. 2005년 DFI는 랜파티에서 50% 이상의 매출을 올렸다. 이 새로운 사업. 이러한 성공적인 변화로 산업용 컴퓨터는 DFI의 주요 사업이 되었다. 2003년부터 DFI의 유명한 오버클럭 게이머 마더보드인 LANPARTY NFII ULTRA는 PC 매거진에서 치프 에디터 초이스 어워드(Chief Editor Choice Award)를, 탐스 하드웨어 가이드에서는 베스트 크리에티비티 어워드(Best Creativity Award)를 수상했다.
DFI는 임베디드 시스템 제품 개발에 집중할 계획이었기 때문에 소비자 제품 라인 개발을 중단했을 뿐만 아니라 산업용 컴퓨터 사업 확장을 위해 2011년부터 임베디드 시스템 개발 및 설계 구축에 착수했다.